# Мартна (волость)
Ма́ртна (ест. Martna vald) — колишня волость в Естонії, до жовтня 2017 року адміністративна одиниця самоврядування в повіті Ляенемаа.

## Географічні дані
Площа волості — 269 км2, чисельність населення на 1 січня 2017 року становила 739 осіб.

## Населені пункти
Адміністративний центр — село Мартна.
На території волості розташовувалися 34 села (ест. küla):
Аллікотса (Allikotsa), Ванакюла (Vanaküla), Вяйке-Лягтру (Väike-Lähtru), Егм'я (Ehmja), Енівере (Enivere), Йиессе (Jõesse), Кааре (Kaare), Каасіку (Kaasiku), Кабелі (Kabeli), Казарі (Kasari), Кезу (Kesu), Керавере (Keravere), Кесквере (Keskvere), Кесккюла (Keskküla), Кірна (Kirna), Кокре (Kokre), Кулузе (Kuluse), Куревере (Kurevere), Лайкюла (Laiküla), Лійвакюла (Liivaküla), Мартна (Martna), Мянніку (Männiku), Нимме (Nõmme), Нійнья (Niinja), Огтла (Ohtla), Оонґа (Oonga), Путкасте (Putkaste), Раннайие (Rannajõe), Риуде (Rõude), Соо-отса (Soo-otsa), Сууре-Лягтру (Suure-Lähtru), Тамміку (Tammiku), Тука (Tuka), Уускюла (Uusküla).

## Історія
2016 року на підставі законів Естонії про адміністративну реформу, про органи місцевого самоврядування та про сприяння об'єднанню одиниць місцевого самоврядування волосні ради Кулламаа, Ляене-Ніґула, Мартна, Нива та Ноароотсі підписали угоду про об'єднання територій волостей в єдину адміністративну одиницю самоврядування — волость Ляене-Ніґула.
15 жовтня 2017 року в Естонії відбулися вибори в органи місцевого самоврядування. Після оголошення 20 жовтня результатів виборів в Ляене-Ніґулаську волосну раду 21 жовтня офіційно набуло чинності утворення волості Ляене-Ніґула в нових кордонах. Волость Мартна припинила існування.